# Roy Jenson
Roy Cameron Jenson (Calgary, 9 febbraio 1927 – Los Angeles, 24 aprile 2007) è stato un attore canadese naturalizzato statunitense.

## Filmografia parziale

### Cinema
- 2022: i sopravvissuti (Soylent Green), regia di Richard Fleischer (1973)
- Come eravamo (The Way We Were), regia di Sydney Pollack (1973)
- Chinatown, regia di Roman Polański (1974)
- Filo da torcere (Every Which Way but Loose), regia di James Fargo (1978)
- Fai come ti pare (Any Which Way You Can), regia di Buddy Van Horn (1980)

### Televisione
- The Restless Gun – serie TV, episodio 2x20 (1959)
- Cimarron City – serie TV, episodio 1x20 (1959)
- Not for Hire – serie TV, episodio 1x02 (1959)
- Peter Gunn – serie TV, episodi 1x25-3x09-3x28 (1959-1961)
- Il ladro (T.H.E. Cat) – serie TV, episodio 1x01 (1966)
- Hondo – serie TV, episodio 1x09 (1967)
- Squadra speciale anticrimine (The Felony Squad) – serie TV, episodio 2x20 (1968)
- Sui sentieri del West (The Outcasts) – serie TV, episodio 1x07 (1968)
- Truman Capote: la corruzione il vizio e la violenza (The Glass House), regia di Tom Gries – film TV (1972)
- La casa nella prateria (Little House on the Prairie) – serie TV, episodio 3x09 (1976)